# Книга пророка Ионы

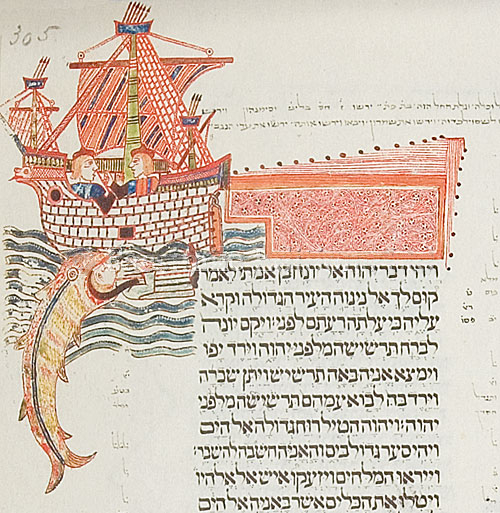
Иона в чреве большой морской рыбы
три дня и три ночи.
Лист 305 «Кенникоттской Библии», носящей имя британского гебраиста Бенджамина Кенникотта (1718—1783); испанский манускрипт Бодлианской библиотеки Оксфордского университета.

Книга пророка Ионы (ивр. יוֹנָה‎) — книга, входящая в состав еврейской Библии (Танаха) и Ветхого Завета. В еврейской Библии помещается в разделе Невиим (Пророки). Пятая книга из «Двенадцати малых пророков». Отличается от других пророческих книг тем, что в ней содержатся не пророчества как таковые, а личная история самого пророка. Собственно пророчеству в книге уделено лишь несколько слов (Ион. 3:4).

## Содержание книги
Как повествует Писание, пророк Иона получил от Бога повеление идти в ассирийскую Ниневию с проповедью покаяния и предсказанием скорой гибели города, если его жители не раскаются в своих грехах и злодеяниях. Но пророк, вместо того чтобы повиноваться велению Божию, сел на корабль и отправился в дальнее плавание в Фарсис. Однако Господь, желая вразумить раба Своего, воздвиг сильный ветер, и на море поднялась великая буря. Корабельщики в ужасе перед неминуемой гибелью бросили жребий, чтобы узнать, за чьи грехи они навлекли на себя гнев Божий. Жребий пал на Иону, который сознался в своем грехе неповиновения Богу и попросил мореплавателей бросить его в море. Как только они сделали это, волнение сразу улеглось.
Между тем пророка Иону по повелению Божию проглотил кит (в первоисточнике, большая морская рыба), и пробыл Иона в его чреве три дня и три ночи. Поверженный в море и поглощённый китом, Иона не мог не чувствовать смертельной скорби; но он не потерял присутствия духа, особенно когда увидал себя невредимым: в нём явилась надежда, что Господь даст ему снова увидать свет Божий и спасёт его из глубины морской. Исполненный этой надежды, он стал молиться Господу Богу, каясь пред Господом во грехе своём:
К Господу воззвал я в скорби моей, и Он услышал меня; из чрева преисподней я возопил, и Ты услышал голос мой.
Ты вверг меня в глубину, в сердце моря, и потоки окружили меня, все воды Твои и волны Твои проходили надо мною.
И я сказал: отринут я от очей Твоих, однако я опять увижу святый храм Твой.
Объяли меня воды до души моей, бездна заключила меня; морскою травою обвита была голова моя.
До основания гор я нисшел, земля своими запорами навек заградила меня; но Ты, Господи Боже мой, изведешь душу мою из ада.
Когда изнемогла во мне душа моя, я вспомнил о Господе, и молитва моя дошла до Тебя, до храма святаго Твоего.
Чтущие суетных и ложных богов оставили Милосердаго своего, а я гласом хвалы принесу Тебе жертву; что обещал, исполню: у Господа спасение!
Услышав эти молитвы, Господь повелел киту, и тот изверг Иону на сушу.
Увидав дневной свет, небо, землю и море, Иона горячо возблагодарил Бога, избавившего его от смерти. После своего избавления пророк Иона вновь получил Божие повеление идти в Ниневию, куда он и отправился. Здесь он стал ходить по городу и проповедовать, что город будет разрушен через 40 дней. Эта проповедь поразила ужасом сердца ниневийского народа и даже царя; они раскаялись в своей нечестивости, оделись в рубище и объявили 40-дневный пост, и, увидев их раскаяние, Господь помиловал их и не навёл на них бедствия, о которых предвозвещал устами пророка Своего. Иона же огорчился тем, что Божественный суд не совершился над городом, и скорбел о том пред Господом:
«Господи! не это ли говорил я, когда ещё был в стране моей? Потому я и побежал в Фарсис; ибо знал, что Ты Бог благой и милосердный, долготерпеливый и многомилостивый. И ныне, Господи, возьми душу мою от меня; ибо лучше мне умереть, нежели жить.» (Иона. 4:2)

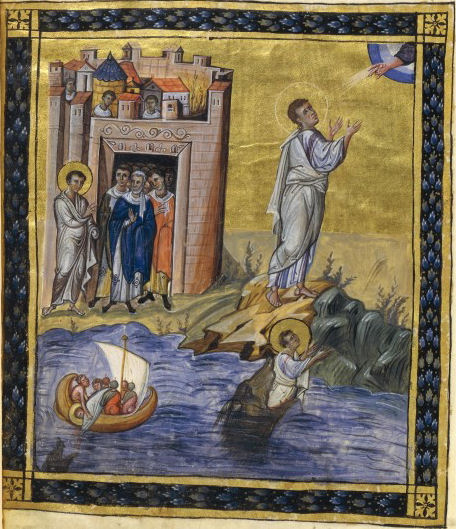
История Ионы (миниатюра Парижской псалтыри)

Тем временем, ожидая всё-таки исполнения своего пророчества, он, выйдя из города по прошествии сорокадневной проповеди, расположился неподалёку. Для вразумления пророка, по повелению Божию, в одну ночь выросло из земли вьющееся растение, защищавшее его от лучей палящего солнца и дававшее ему прохладу. Иона был очень рад укрыться под тенью этого растения; но на другой день вместе с зарёй червь подточил корень растения, оно засохло, и солнце снова начало палить зноем своим голову Ионы. Сильно опечаленный этим, пророк просил себе смерти. Тогда Господь сказал ему: «Ты сожалеешь о растении, над которым ты не трудился, и которого не растил, которое в одну ночь выросло, и в одну же ночь пропало. Мне ли не пожалеть Ниневии, города великого, в котором более 120 000 человек, не умеющих отличить правой руки от левой, и множество скота?».

## Историчность книги
Вопрос о том, что собой представляет Книга пророка Ионы, в экзегетической литературе решается по-разному. Самое древнее мнение, опирающееся на прямое свидетельство библейского текста, считает Книгу пророка Ионы историческим повествованием о действительных событиях и лицах. Согласно другому мнению, которое широко представлено в критической литературе, Книга пророка Ионы не является подлинной историей, потому что многое в ней представляется необычайным, непонятным и невероятным. Защитники второго мнения считают Книгу пророка Ионы в той или иной мере вымышленным произведением — одни видят в ней рассказ о видении, явившемся пророку, другие считают её апологом, аллегорией или притчей, рассказанной с нравоучительной целью, третьи принимают её за легенду, в которой простой и естественный факт был украшен чудесными и невероятными подробностями. Все эти попытки вытекают из мысли о невозможности представить рассказанное в Книге как действительно произошедшее событие.
Самое древнее свидетельство в пользу исторического характера Книги пророка Ионы можно найти в книгах Товита и 3-й Маккавейской. В них засвидетельствовано историческое понимание двух главных фактов повествования, наиболее встречающих возражение: пребывания пророка во чреве кита (3Макк. 6:6) и его проповеди в Ниневии (Тов. 14:8). Иосиф Флавий, передавая в «Иудейских Древностях» (IX кн. II гл.) содержание Книги, считает его подлинной историей — иначе еврейские законоучители не стали бы включать её в ветхозаветный канон священных книг; произведение вымышленное или искажающее действительность не могло пользоваться таким великим уважением. Вслед за иудаизмом и древнехристианская церковь понимала и толковала Книгу пророка Ионы в историческом смысле. Она в данном случае следовала непререкаемому авторитету Самого Иисуса, который засвидетельствовал покаяние ниневитян. Он сказал: «Ниневитяне восстанут на суд с родом сим и осудят его, ибо они покаялись от проповеди Иониной, и вот, здесь больше Ионы» (Лк. 11:32). Ставить ниневитян примером отзывчивости на слово Божие Своим современникам Спаситель мог только тогда, когда и Он Сам, и Его слушатели принимали повествование Книги пророка Ионы за подлинную историю.

## Служение и жизнь Ионы как прообраз будущих страданий Спасителя
Трёхдневное пребывание пророка Ионы во чреве китовом послужило прообразом трёхдневного пребывания Христа Спасителя в земле.
Сам Иисус Христос в Новом Завете так свидетельствовал об этом: «как Иона был во чреве кита три дня и три ночи, так и Сын Человеческий будет в сердце земли три дня и три ночи» (Мф.12:39-40). Спаситель сравнивал Себя с Ионой: «Ниневитяне восстанут на суд с родом сим и осудят его, ибо они покаялись от проповеди Иониной; и вот, здесь больше Ионы» (Мф.12:41).
Таким образом, Иона в своём служении и жизни прообразовал смерть, воскресение и проповедь Иисуса Христа.
В связи с этим Отцы Церкви приводили следующие сопоставления: «Бегущий пророк взошёл на корабль — Христос взошёл на древо; на море восстала сильная буря — сие волнение моря есть неверие иудеев. Выпал жребий пророку быть свергнутым в море — сей жребий обозначает волю Отца, по которой Христос нисходит в пучину скорбей и смерти. Иона добровольно соглашается быть ввергнутым в море — Иисус Христос добровольно восходит на крест. Иона сходит в море с корабля — Христос нисходит со креста в гроб и в преисподнюю земли. Иона жертвует собой, чтобы спасти претерпевавших бурю — Христос умирает для спасения рода человеческого, обуреваемого волнами греховными. Пророк, взятый зверем, но не съеденный им, молится во чреве его — Иисус Христос, поражённый смертью, но не обладаемый ею, молится за всех людей. Иона невредим пребывает в чреве кита — тело Иисуса Христа неврежденно пребыло во гробе. Иона пребыл во чреве кита три дня и три ночи — три дня и три ночи был Иисус в сердце земли. Иона в третий день извергается неврежденным из чрева китова — Иисус Христос силою Божества своего нетленным восстаёт из гроба в третий день. После чудесного избавления от смерти Иона идет проповедовать покаяние ниневитянам — после воскресения Христа учение Его проповедуется язычникам. До времени бедственного плавания Ионы Ниневия не слышала проповеди покаяния и навлекла на себя гнев Божий, но после того пророк избавил своею проповедью ниневитян от гнева Господня — так единственно смертью и воскресением Христовым род человеческий, погружённый в бездну греховную, избавлен от греха, проклятия и смерти и примирён с Богом».

## Смысл повествования
Книга пророка Ионы, таким образом, представляет собой не только историческое повествование, но и пророческое писание. Её пророчественно-прообразовательный смысл состоит в приведённых выше словах Спасителя (Мф. 12:40).
В каком-то смысле не Иона является главным действующим лицом этого повествования, а Господь Бог: Его слово звучит в книге первым (1:1-2), и оно же последним (4:11). Дважды Бог повторяет Свое повеление Ионе (1:2; 3:2); Он вызывает шторм на море (1:4); Он посылает кита «поглотить Иону» (2:1) и затем повелевает ему «извергнуть» его на сушу (2:11). Бог посылает Иону предупредить ниневийцев о грядущем «суде», но в конечном счёте являет им Свое милосердие (3:10). Он повелевает растению подняться над Ионой (4:6) и затем повелевает червю «подточить» его (4:7) и насылает на пророка знойный восточный ветер (4:8).
Сам же Иона в сущности выступает символом неповиновения Израиля Богу и безразличия его к духовному состоянию окружающих народов. Наказание, которому Бог подвергает Иону, свидетельствует о том, что Израиль является объектом Его гнева. А последующее чудесное «избавление» Им Ионы говорит о Его любви к Своему народу.
Что же хотел Бог донести до Израиля своими действиями? Прежде всего, то, что Он, Бог Израиля, отнюдь не безразличен и к языческим народам (причём эту мысль сам Израиль должен донести до этих народов), — а также и то, что Создателю дорого каждое из Его творений, даже и такие грешники, как ниневитяне, и спасение их не менее важно для Него, чем спасение иудеев.
Ключевая идея повествования состоит в том, что спасение через покаяние может быть даровано Богом не только иудеям, но и язычникам. Бог Библии — не национальный Бог евреев, а Бог всех людей. В Царство Божие войдут и язычники, потому что путь в него один для всех — нравственное усовершенствование. Раскрывая эту идею в историческом повествовании, Книга пророка Ионы подготавливала евреев к усвоению главной мессианской идеи о духовном и универсальном характере Царства Мессии. В век Ионы эта идея впервые так ясно озарила религиозное сознание евреев и, как показывает пример самого Ионы, усваивалась ими с большой болезненностью. Последующие пророки вплоть до Иоанна Предтечи продолжали проповедовать идею спасения всех людей в Царстве Мессии, то есть раскрывать основную идею Книги Ионы. Таким образом, Книга пророка Ионы должна быть признана первой по времени создания и содержанию пророческой книгой.

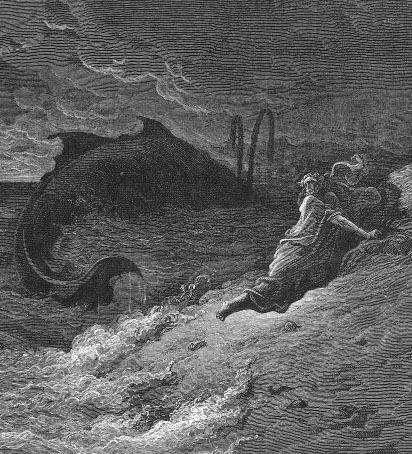
Иона и кит, гравюра. Гюстав Доре.

## Происхождение книги
О происхождении Книги пророка Ионы представителями критической экзегетики также высказываются весьма разнообразные суждения. Существуют мнения, что она была написана в период ассирийского или вавилонского плена, или по возвращении израильтян из плена — и даже во времена Маккавеев.
В любом случае, Книгу Ионы знает Сирах, который говорит о двенадцати малых пророках (Сир. 49:12), с её содержанием знаком Товит (Тов. 14:8). Она не могла быть написана позднее 430 года, времени заключения ветхозаветного канона, так как она вошла в него. По характеру содержания книги вероятнее всего предположить, что она написана была самим пророком Ионой. Никто кроме него не мог знать и так живо изобразить самые сокровенные движения его душевной жизни, причём такие, которые служили не в похвалу пророка. Писатель книги, несомненно, был в Ниневии, ознакомился с её жизнью и нравами. Язык изобличает в нём израильтянина, а не иудея. Правда, об Ионе в книге говорится в третьем лице, но это — обыкновение многих священных писателей ставить в тень свою личность и выдвигать на первый план действие через них слова Божия.

## Спор о тыкве
Когда в конце IV века Иероним Стридонский перевёл Библию с древнееврейского языка на латинский (Vulgata), вокруг этого труда возникла полемика, которую инициировал бывший друг переводчика Руфин Аквилейский. Он обвинил Иеронима в том, что тот заразился неверием от иудея Бар-Анины, к которому писатель обращался за лингвистической консультацией. В числе аргументов был и тот, что Иероним неверно назвал растение, под которым Иона сидел рядом с Ниневией, — не тыква (лат. cucurbita), но плющ (лат. hedera).
К критике присоединился и Аврелий Августин — он написал Иерониму о том, что произошло в одном из городов Африки: когда епископ начал читать Книгу Ионы в новом переводе, среди собравшихся поднялся сильный ропот; прихожане начали обвинять епископа в подделке и искажении Священного Писания, так что тот, опасаясь раскола, предпочёл впредь использовать старый перевод
Церковно-славянский текст Елизаветинской Библии следует Септуагинте: ст.‑слав. И повелѣ Гдь Бгъ тыквѣ, и возрасте над главою iѡниною, но синодальный перевод дипломатично говорит о растении «И произрастил Господь Бог растение, и оно поднялось над Ионою» (Ион. 4:6).